# 锦母角

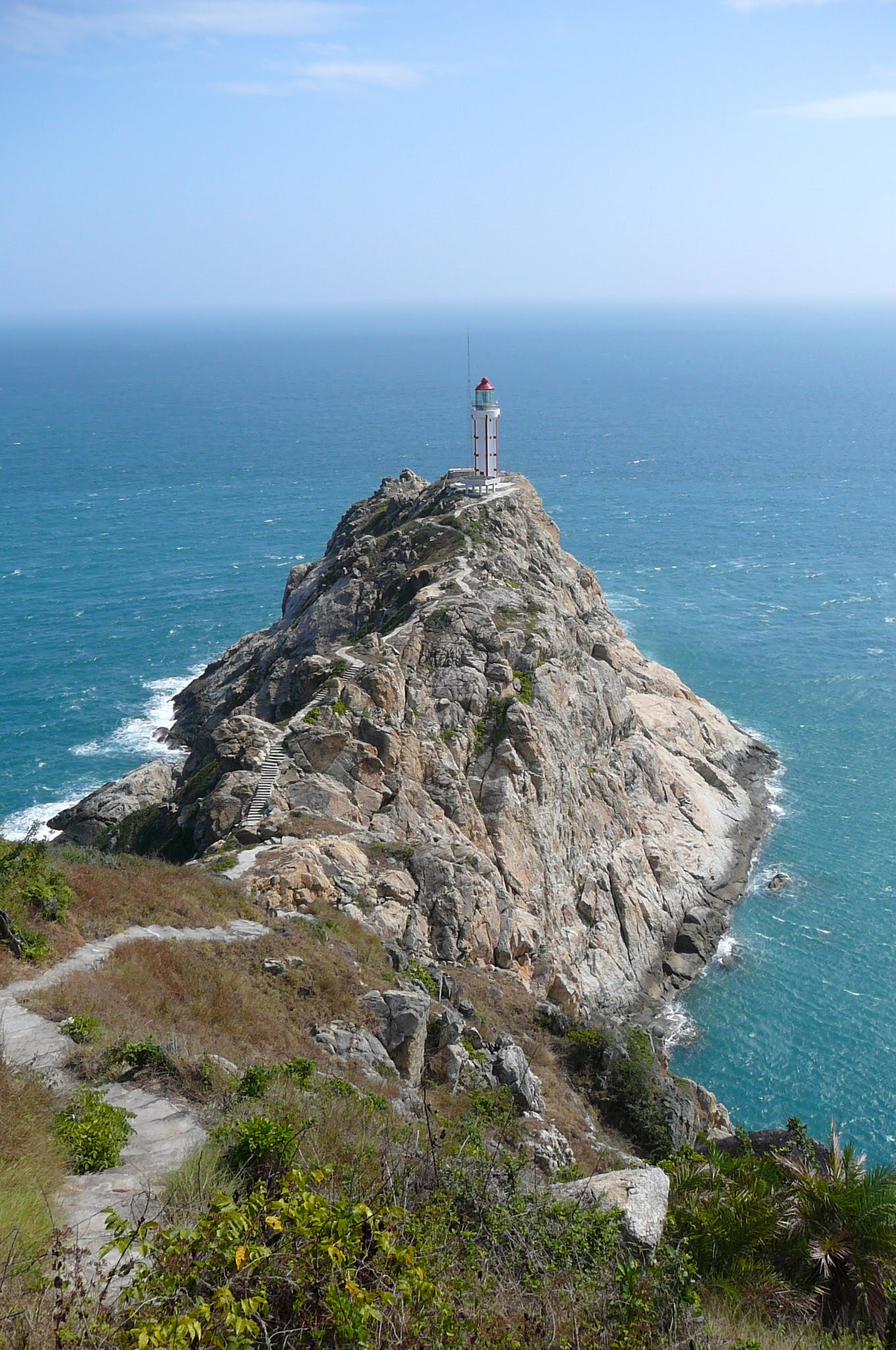
灯塔

锦母角，行政隶属三亚市安游镇榆林港出海口，地理坐标为北纬   18°9'30",东经109°34'24"，距三亚市20公里，西面是六道湾，东边亚龙湾，位于海南岛本岛的最南端，也是中国大陆架的最南端。岬角山顶有锦母角灯塔。由于榆林港属于军港有驻军，锦母角属军事禁区，普通游客不能自由进入。
近年来，成为海上运动爱好者喜欢前往的地区及婚纱摄影的取景地。
- 1996年，中国政府发布关于领海范围的声明，锦母角是中国领海基点之一。